# Anomalocardia brasiliana
Anomalocardia brasiliana är en musselart som först beskrevs av Gmelin 1791.  Anomalocardia brasiliana ingår i släktet Anomalocardia och familjen venusmusslor. Inga underarter finns listade i Catalogue of Life.